# Nitschkia confertula
Nitschkia confertula är en svampart som först beskrevs av Ludwig David von Schweinitz, och fick sitt nu gällande namn av John Axel Nannfeldt 1975. Nitschkia confertula ingår i släktet Nitschkia och familjen Nitschkiaceae.   Inga underarter finns listade i Catalogue of Life.